# Iglesia de San Juan (Aguilafuente)
La iglesia de San Juan Bautista es un templo de culto católico ubicado en el municipio de Aguilafuente, en la provincia de Segovia (España). Fue declarada Bien de Interés Cultural en el año 1994.
Fue construida en el siglo XII en estilo mudéjar, aunque se alteró su fábrica y estructura en el siglo XVI. Conserva dos portadas de factura mudéjar, una en el norte y otra en el sur. La puerta norte conserva restos de policromía. La torre es de planta cuadrada y está realizada en mampostería con refuerzo de sillares en las esquinas y en el último cuerpo del campanario.
Funcionó como parroquia hasta que fue desamortizada en 1843, pasando su patrimonio inmueble a la iglesia de Santa María. Adquirida por particulares, familia Ruano, fue utilizada con fines agrícolas y ganaderos, hasta que fue comprada por su actual propietario, el Ayuntamiento de Aguilafuente. Restaurada en 1989, en la actualidad alberga el Aula Arqueológica de Aguilafuente, hogar de la mayor colección de mosaicos de la provincia de Segovia.